# Verve Records
Verve Records är ett amerikanskt skivbolag, främst inriktat på jazz, grundat 1956 av Norman Granz. Bolaget övertog då utgivningen från Granz tidigare skivmärken Clef Records (grundat 1946) och Norgran Records (grundat 1953). Verve ägs av Universal Music Group.

## Historia
Verve skapades samtidigt som LP-skivan blev standard. Granz, som då var Ella Fitzgeralds manager, skrev kontrakt med sångerskan och startade ”Jazz 4000 series” med Fitzgeralds första album på Verve, Ella Fitzgerald Sings the Cole Porter Songbook. I själva verket skapade Granz skivmärket delvis för den nya serien av inspelningar med Fitzgerald, bland dessa de berömda Songbooks med sammanlagt åtta volymer fram till 1964.
Verves katalog växte under 1950- och 1960-talen och kom att innehålla en stor skara betydande jazzmusiker, förutom Fitzgerald också Bill Evans, Stan Getz, Billie Holiday, Oscar Peterson, Ben Webster och Lester Young.
År 1961 sålde Granz Verve till MGM för 3 miljoner dollar. Creed Taylor utnämndes till producent och han antog en mer kommersiell inriktning och sade upp avtalen med åtskilliga artister. Taylor tog bland annat bossa novan till Amerika med artister som Stan Getz, Charlie Byrd, Astrud Gilberto och Walter Wanderley.
Vid sidan av jazzen gav Verve under 1960-talet ut en handfull rockartister, bland dem The Righteous Brothers, Frank Zappa & The Mothers of Invention, The Velvet Underground och The Blues Project.
Under 1970-talet blev Verve en del av Polygram och jazzkatalogerna från Mercury och Emarcy överfördes till Verve.
När Universal och Polygram 1998 slogs ihop blev Verve och GRP Records ”Verve Music Group”. Chef blev producenten Tommy LiPuma.

## Artister (urval)

### Musiker
- Count Basie
- Roy Eldridge
- Duke Ellington
- Bill Evans
- Stan Getz
- João Gilberto
- Dizzy Gillespie
- Coleman Hawkins
- Antônio Carlos Jobim
- Gene Krupa
- Gerry Mulligan
- Kid Ory
- Charlie Parker
- Oscar Peterson
- Bud Powell
- Buddy Rich
- Jimmy Smith
- Art Tatum
- Ben Webster
- Teddy Wilson
- Lester Young

### Vokalister
- Andrea Bocelli
- Till Brönner
- Natalie Cole
- Bing Crosby
- Blossom Dearie
- Ella Fitzgerald
- Agnetha Fältskog
- Melody Gardot
- Astrud Gilberto
- Billie Holiday
- Sally Kellerman
- Diana Krall
- Carmen McRae
- Laura Nyro
- Anita O’Day
- Smokey Robinson
- Nina Simone
- Mel Tormé
- Sarah Vaughan
- Lizz Wright

### Grupper
- The Mothers of Invention
- The Righteous Brothers
- Talk Talk
- The Velvet Underground